# Humes bladkoning
Humes bladkoning (Phylloscopus humei) is een zangvogel uit de familie Phylloscopidae. De vogel werd in 1878 geldig beschreven door de Britse ornitholoog William Edwin Brooks en vernoemd naar zijn collega Allan Octavian Hume, redacteur van het tijdschrift Stray Feathers waarin de soort werd beschreven.

## Kenmerken
De vogel is 9 tot 10 cm lang en lijkt sterk op de bladkoning. Het meest opvallende verschil is het geluid, dat sterk verschilt van de roep van een bladkoning. Verder is de vogel vuilwit, in plaats van zuiver wit op de buik, wat doffer van kleur op de rug en is de tweede, kleine vleugelstreep veel minder opvallend dan bij de bladkoning.
- Geluid op xeno-canto

## Verspreiding en leefgebied
Deze soort telt twee ondersoorten:
- Phylloscopus humei humei: Broedt in een boog van het Siberische Sajangebergte in zuidwestelijke richting door het Altaigebergte, Tiensjan en Kirgizië, om vervolgens in zuidoostelijke richting af te buigen door het Himalayagebergte tot aan Bhutan.
- Phylloscopus humei mandellii: Broedt in Centraal-China.

De vogel is standvogel in het zuidelijk deel van het broedgebied. Vogels uit het noordelijk deel overwinteren meestal in Bangladesh, Iran en Irak maar zwerven ook verder uit naar het Arabisch Schiereiland, Klein-Azië, Noord-Afrika en Europa.

### Voorkomen in Nederland
De vogel is lastig te onderscheiden van de (gewone) bladkoning en zal daardoor vaak verward zijn. Tussen 1958 en 2000 waren er 20 bevestigde waarnemingen. Na 2000 werd de vogel bijna jaarlijks gedocumenteerd, zo zijn er tussen 2001 en 2017 47 bevestigde waarnemingen.